# Lindernia longicarpa
Lindernia longicarpa é uma espécie botânica do gênero Lindernia pertencente à família Linderniaceae.